# Оррін Гетч
Оррін Ґрант Гетч (англ. Orrin Grant Hatch; 22 березня 1934, Піттсбург, Пенсільванія — 23 квітня 2022, Солт-Лейк-Сіті, Юта) — американський політик-республіканець, сенатор США від Юти (1977—2019). Тимчасовий президент Сенату США (2015—2019).
Здобув початкову освіту в державній школі Піттсбурга, штат Пенсільванія. Закінчив Університет Бригам Янґ (1959), юридичний факультет Університету Піттсбурга (1962).
Прийнятий до колегії адвокатів штату Пенсильванія у 1963 році і почав практику в Піттсбурзі. Переїхав до штату Юта у 1969 році і продовжував практикуватись як адвокат.
Обраний як республіканець до Сенату Сполучених Штатів у 1976 році; переобраний у 1982, 1988, 1994, 2000, 2006, і знову в 2012 році на термін, що закінчується 3 січня 2019. На посаді сенатора перебував протягом рекордного терміну — 42 роки. Нагороджений Президентською медаллю Свободи (2018).
Голова комітету Сенату з питань охорони здоров'я, освіти, праці та пенсій (1981—1987), юридичного комітету Сенату (1995—2001, 2003—2005), фінансового комітету (2015—2019), Об'єднаного пенсійного комітету (2018—2019).